# Roccacaramanico
Roccacaramanico è una frazione del comune di Sant'Eufemia a Maiella, in provincia di Pescara, in Abruzzo. Conosciuta per essere d'inverno una località estremamente nevosa con una caduta media di circa 3 m l'anno ed un picco di 10 m nel 1929, grazie all'esposizione diretta alle correnti fredde balcaniche con effetto di stau del gruppo montuoso delle montagne del Morrone alle spalle, suo è anche il record mondiale ufficioso di nevosità giornaliera: il 17 dicembre 1961 in 24 ore caddero ben 365 cm di neve.

## Origine del nome
Il toponimo "Roccacaramanico" è composto da due parti: la prima, "Rocca", dal latino "sasso, rupe", assunse nei secoli vari significati quale quello di "fortezza sull'alto di un monte", mentre la seconda parte, "Caramanico", di aggiunta posteriore, si riferisce al vicino comune omonimo con il quale la rocca ha sempre avuto rapporti, ben databili dal 1100 in poi. Nei documenti del XIV e XV secolo ricorre la dizione Castrum Rocchettæ, ma anche, più tardi, di Castello della Rocchetta e poi di Rocca di Caramanico per indicare il luogo.

## Storia
È ipotesi corrente che Roccacaramanico sia sorta come punto strategico, di osservazione e di difesa dell'accesso alla valle. La sua storia si intreccia con quella di Caramanico: risultano infatti entrambi nell'anno 875, data di fondazione dell'abbazia di San Clemente a Casauria, tra i possedimenti della badia. Tra la fine del XIII e la prima metà del XIV secolo si hanno alcune notizie riguardanti interessi dei signori Cantelmo di Pacentro, in Roccacaramanico. Successivamente le signorie dei d'Aquino, d'Aragona, d'Angiò, Colonna e Carafa si succedettero sul territorio in periodi diversi della sua storia. Scarsissime sono le notizie sulla zona nel XVI secolo e nel primo periodo della dominazione spagnola.
È rilevante però, per la storia locale, un documento del 16 giugno 1520, nel quale, con l'assenso di Prospero Colonna, signore di Caramanico e Rocchetta, si stabiliva che i due territori e tenimenti fossero distinti e separati (autonomia della Rocchetta alias Roccacaramanico). Si ha notizia di due chiese: la prima risalente alla chiesa di Santa Maria del 1514 e la seconda che riguarda la chiesa di Sant'Agata del 1568. Agli inizi del XVII secolo Roccacaramanico è sotto la signoria dei Carafa.
Nel 1627 un violento terremoto sconvolse il piccolo centro, ma il fenomeno si ripeterà nel 1703 con il terremoto dell'Aquila, nel 1706 con quello della Maiella e nel 1915 con il sisma della Marsica. Nel 1662, in un quadro completo dei beni sul territorio della Rocca, si nominano la chiesa madre di Santa Maria delle Grazie e quella di Sant'Antonio Abate, di cui si conserva una formella in pietra, scolpita sulla parete sud dell'edificio. Quest'ultimo, successivamente restaurato, ospitò il municipio negli anni trenta, le scuole elementari e, nel periodo dell'abbandono, divenne in parte stalla. Dal 1981, dopo parziali riparazioni, è sede dell'associazione Roccacaramanico, voluta dai roccolani e dal 1999, dopo ulteriori restauri e ammodernamenti, è sede del museo etnografico Diana e Tamara.
Nella seconda metà del Settecento l'economia di questa zona risentì gravemente della distruzione delle riserve boschive dovuta ad una maggiore estensione dei pascoli e, successivamente, dei mutamenti politici e sociali che portarono all'invasione del Regno di Napoli, per opera di Giuseppe Bonaparte, alla cacciata dei Borbone e alla presenza, sul territorio, del fenomeno del brigantaggio, come ultima reazione borbonica al processo di unificazione dell'Italia. L'archivio comunale di Roccacaramanico fu incendiato, con grave perdita di preziose testimonianze del passato.
Nel 1806, abolita la feudalità, Caramanico e Roccacaramanico furono dichiarati Comuni liberi, con amministrazioni indipendenti. In quegli anni, a Roccacaramanico, il sistema agro-pastorale vigente consisteva di soddisfare le esigenze primarie della popolazione, con una vita semplice e laboriosa. Si coltivavano cereali, legumi e, in piccola quantità, anche il lino. Pochi erano gli ulivi e le viti. Diffusi i funghi; i prati erano ricchi di erbe spontanee medicinali. Si allevavano ovini, caprini, suini, ecc. Era praticata l'apicoltura che offriva cera e miele; redditizia era l'industria del baco da seta. C'erano alberi da frutta come il ciliegio, pero, melo, castagno, noce, ecc. Nei boschi predominava il faggio, ma non mancavano aceri, càrpini, ontano, querce, olmo, sorbo, orniello ed altri. Si estraeva legname per le varie costruzioni e da esso il carbone vegetale.
Se il XIX secolo può essere considerato il periodo migliore per le possibilità esistenziali del borgo montano, il XX secolo è per Roccacaramanico il secolo del dolore, dell'amarezza, della lotta e della resa. Con l'avvento della società industriale inizia un sensibile spopolamento. I valori di un mondo arcaico e le tradizioni popolari cominciavano, nei primi anni del Novecento, a offuscarsi: si moltiplicano le esigenze, all'iniziale benessere si sostituisce il fenomeno della povertà e del sottosviluppo che portarono, nel corso degli anni successivi, ad amarezze, dolori e lotte.
Nel 1929 il governo dispose che i comuni che non erano in condizioni di offrire servizi dovevano essere aggregati. Fu così che Roccacaramanico fu unito al comune di Sant'Eufemia a Maiella, con decreto del re Vittorio Emanuele III di Savoia. Disaccordi, reclami per cattiva amministrazione, ingiustizie, soprusi, disinteresse per i primari problemi della frazione, aumenti ingiustificati, contribuirono a un lento, ma inesorabile esodo migratorio verso l'Australia (Box Hill e Lilydale, nello Stato di Victoria) e verso gli Stati Uniti.
Nel 1971 erano rimasti soltanto 20 abitanti, pari a 8 famiglie, ridotti a 4 abitanti durante il decennio 1971-1981. Tuttavia dagli anni novanta si è profilato il fenomeno di una presenza periodica, ma continua, durante il fine settimana e la stagione estiva. Piccoli nuclei familiari di varia provenienza hanno acquistato e recuperato abitazioni in rovina per utilizzarle come seconde case, favorendo lo sviluppo del paese. Il "paese fantasma", come anni addietro era definito Roccacaramanico, sta quindi tornando lentamente a vivere.

## Monumenti e luoghi d'interesse

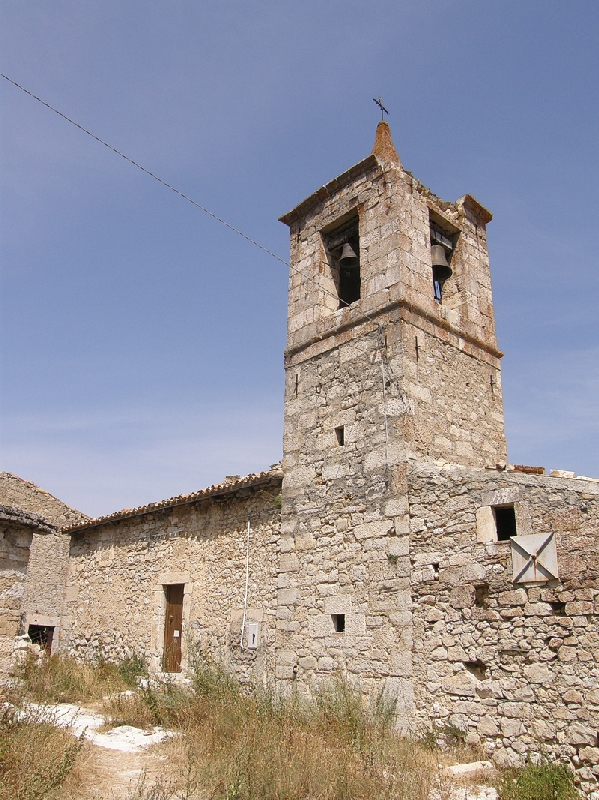
Chiesa madre della Madonna delle Grazie

- Chiesa madre della Madonna delle Grazie: ricostruita nel Quattrocento e rimodellata dopo i vari terremoti, presenta una struttura di capanna tratturale priva di ornamenti se non un portale a tutto sesto sul lato sinistro. Il campanile è una torre quadrilatera con arcate rettangolari e un pinnacolo come tetto.
- Museo etnografico Diana e Tamara: sito nel municipio, che fino all'Ottocento era la chiesa di Sant'Antonio. Il museo mostra reperti e tavole con cui sono descritte le usanze contadine abruzzesi.